# Riesgo de cola

Distribución normal de probabilidad (campana de Gauss). La cola izquierda es la que se encuentra más a la izquierda del punto μ-3σ (μ es la media y σ la desviación típica) y la cola derecha, la que está a la derecha del punto μ+3σ.

El riesgo de cola es el riesgo financiero de que la variación del precio de un activo o cartera supere en más de 3 desviaciones típicas la media de sus variaciones, por encima del riesgo de una distribución normal. Por ejemplo, si la media de las variaciones diarias de la cotización de una acción de una compañía petrolera es 1 dólar, y la desviación típica de esas variaciones es 0,7 dólares, esa acción está sometida a riesgo de cola si un día baja 4 dólares. 
Los riesgos de cola incluyen sucesos de escasa probabilidad (eventos de cola) que surgen en ambos extremos de una curva de distribución normal (llamada campana de Gauss). Sin embargo, como los inversores suelen estar más preocupados por las pérdidas inesperadas que por las ganancias (aversión al riesgo), el debate sobre el riesgo de cola se centra en la cola izquierda. Los gestores de activos prudentes suelen ser cautelosos con la cola que implica pérdidas que podrían dañar o arruinar las carteras, y no con la cola favorable de las ganancias descomunales (la derecha).
La técnica común de suponer una distribución normal de los cambios de precios subestima el riesgo de cola cuando los datos del mercado muestran que, en realidad, la distribución es de colas gruesas (comparativamente la cola de la campana de Gauss es fina, lo que indica que la probabilidad de acontecimientos inesperados es menor). De este modo se asignan a los precios de los activos, a los rendimientos de las acciones y a las estrategias de gestión de riesgos valores inferiores a los que les corresponderían.
El riesgo de cola a veces se define de manera menos estricta: simplemente como el riesgo (o la probabilidad) de eventos raros. La definición arbitraria de la región de la cola más allá de 3 desviaciones estándar también puede ampliarse, como lo hace el índice SKEW, que utiliza una  región de la cola mayor que comienza en 2 desviaciones estándar.
Aunque el riesgo de cola no puede eliminarse, su impacto puede mitigarse en cierta medida mediante una sólida diversificación de activos y estrategias y el uso de una cobertura (finanzas) asimétrica.
El riesgo de cola no debe confundirse con el viento de cola. Metafóricamente, viento de cola describe unas condiciones favorables (equivale a "viento en popa"). Literalmente, describe una condición del entorno que debe tenerse en cuenta en la aviación y que es beneficiosa en el ciclismo.

## Características del riesgo de cola
Las estrategias tradicionales de gestión cartera se basan mayormente en el supuesto de que los rendimientos del mercado siguen una distribución normal (en forma de campana de Gauss) con la característica que, dadas las suficientes observaciones, los valores de una muestra se distribuirán simétricamente con respecto a la media y sin alejarse demasiado de ella. La regla empírica establece entonces que alrededor del 99,7 % de todos los sucesos que siguen una distribución probabilística normal se encuentran dentro de 3 desviaciones estándar de la media.Por lo tanto, solo hay un 0,3 % de posibilidades de que ocurra un evento extremo. Muchos modelos financieros, como la teoría moderna de carteras y los mercados eficientes, se basan en esta distribución normal. Existen procedimientos matemáticos, como la prueba de Shapiro-Wilk, para comprobar si una distribución es normal (hipótesis de normalidad, contraste de normalidad).
Sin embargo, los mercados financieros están moldeados en gran medida por el impredecible comportamiento humano, y abundante evidencia sugiere que la distribución de los rendimientos en realidad no es normal, sino asimétrica. Las colas observadas son más gruesas de lo que tradicionalmente se predice, y esto indica una probabilidad significativamente mayor de que el rendimiento (positivo o negativo) de una inversión rebase las 3 desviaciones típicas.
Esto sucede cuando un evento raro, impredecible y muy importante genera fluctuaciones significativas en el valor de las acciones. El riesgo de cola es entonces la probabilidad de que se produzca una pérdida debido a tales eventos. Estos eventos de cola a menudo se denominan "cisnes negros" y pueden generar rápidas y sustanciales disminuciones en el valor de la cartera de activos. 
Las colas gruesas sugieren que la probabilidad de que se produzcan tales eventos es mayor que la predicha por las estrategias tradicionales, que por tanto tienden a subestimar la volatilidad y el riesgo de los activos.
La importancia de considerar el riesgo de cola en la gestión de carteras no es sólo teórica. McRandal y Rozanov (2012) observan que, en el período comprendido entre finales de los años 1980 y principios de los años 2010, hubo al menos 7 episodios que pueden considerarse eventos de cola: Lunes negro (1987), crisis del mercado de bonos de 1994, crisis financiera asiática, crisis financiera en Rusia de 1998 y estallido de Long-Term Capital Management, burbuja puntocom, crisis de las hipotecas subprime y Quiebra de Lehman Brothers.

## Medición del riesgo de cola
El riesgo de cola es muy difícil de medir, ya que los eventos de cola ocurren con poca frecuencia y tienen impactos diversos. Las medidas de riesgo de cola más populares incluyen el valor en riesgo condicional (CVaR por su acrónimo en inglés) y el valor en riesgo (VaR por su acrónimo en inglés). Estas medidas se utilizan tanto en las industrias financieras y de seguros —que tienden a ser muy volátiles— como en entornos donde la seguridad es crítica y los acontecimientos siguen distribuciones de probabilidad de cola gruesa.

## Cobertura financiera del riesgo de cola

### Papel de la crisis financiera mundial (2007-2008)
La crisis financiera de 2007-2008, que tuvo un enorme impacto en las carteras de inversión, aumentó significativamente la conciencia de los riesgos de cola. Incluso instituciones muy sofisticadas, como las donaciones universitarias estadounidenses, los fondos soberanos de larga data y los planes de pensiones públicos con mucha experiencia, sufrieron caídas porcentuales de 2 dígitos durante esta crisis. Según McRandal y Rozanov (2012), las pérdidas de muchas carteras ampliamente diversificadas y de múltiples clases de activos oscilaron entre el 20 % y el 30 % en solo unos pocos meses.

### Definición del riesgo de cola
Si se quiere cubrir eficazmente el riesgo de cola, hay que empezar por definirlo cuidadosamente, es decir, identificar los elementos de un evento de cola contra el que los inversores se están cubriendo. Un verdadero evento de cola debería exhibir simultáneamente, con magnitud y velocidad significativas, las 3 propiedades siguientes: caída de los precios de los activos, aumento de las primas de riesgo y aumento de las correlaciones entre clases de activos.
Sin embargo, estas características sólo pueden validarse después de que se ha producido el evento, por lo que la cobertura financiera (en inglés hedging; a veces tail risk hedge, cobertura del riesgo de cola, se abrevia a tail hedge, literalmente "cobertura de cola") contra estos eventos es una tarea bastante difícil, aunque vital, para brindar estabilidad a una cartera cuyo objetivo es cumplir sus objetivos de riesgo/rendimiento a largo plazo.

### Estrategias de cobertura del riesgo de cola gestionadas activamente
Para diseñar estrategias eficaces de cobertura de riesgos de cola en mercados complejos se necesitan gestores activos con una experiencia adecuada, incluidas técnicas de modelización cuantitativa y práctica en la aplicación de pronósticos macroeconómicos. 
En primer lugar, se identifican los posibles epicentros de los eventos de cola y sus repercusiones. Esto se denomina generación de ideas. Después se desarrolla el proceso real de construcción de la cobertura. Para finalizar, un gestor activo de cobertura de riesgo de cola garantiza una eficacia constante de la protección óptima mediante una negociación activa de posiciones y niveles de riesgo que aún ofrecen una convexidad —facilidad de comprensión y con propiedades deseables; ver Convexidad (economía)— significativa. Cuando se combinan todos estos pasos, se puede generar alfa, es decir, la capacidad de una estrategia de inversión para rendir por encima del mercado,utilizando varios enfoques distintos.
Como resultado, la gestión activa minimiza el arrastre negativo (negative carry, una situación en la que el coste de mantener una inversión excede los ingresos obtenidos mientras se mantiene)y proporciona suficiente seguridad continua y una recompensa verdaderamente convexa si ocurren eventos de cola. Además, consigue mitigar el riesgo de contraparte, lo que resulta especialmente relevante si se dan estos eventos.